# John Wycliffe

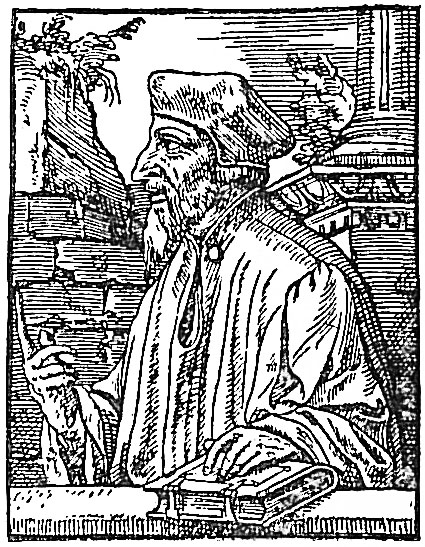
John Wycliffe porträtterad i Bales Scriptor Major Britanniæ 1548.

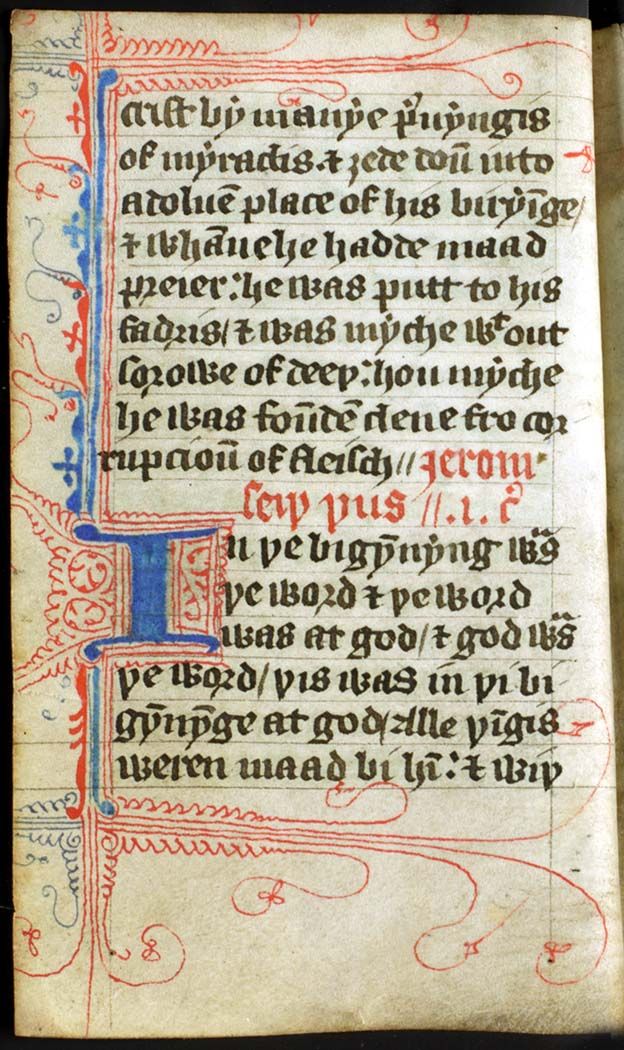
Wycliffes översättning av Johannesevangeliet (börjar med en blå anfang).

John Wycliffe, skrev sannolikt själv Wyclif, född 1324, troligen i Hipswell, Yorkshire, död 31 december 1384 i Lutterworth, Leicestershire, var en engelsk teolog och kyrkokritiker. Hans anhängare kallades lollarder.
Wycliffe vann stor anslutning genom att förkunna ett radikalt fattigdomsideal och angrep påven och den kyrkliga hierarkin för deras samlande av rikedom. Wycliffes huvudtes var att Gud inte har delegerat någon makt till påven eller kyrkan, varav följer att påven inte kan betraktas som Kristi ställföreträdare. Vidare hävdade Wycliffe att Bibeln är fullt begriplig för vem som helst och inte behöver någon klerikal uttolkning.
Även i andra avseenden föregrep Wycliffe 1500-talets reformation: han avvisade transsubstantiationsläran och vände sig mot helgondyrkan och prästernas celibat. Han lade stor vikt vid Bibeln som kyrkans auktoritet, men hans betydelse som bibelöversättare är omstridd.

## Biografi
Inte mycket är känt om Wycliffes tidiga liv. Man vet dock att han i Oxford studerade inte bara teologi och filosofi – förutom Bibeln sådana författare som Augustinus, Platon och Ockham – utan även romersk och engelsk rätt. Runt 1360 blev han föreståndare för Balliol College, en befattning som endast fick ges åt en fellow vid samma anstalt.
År 1361 mottog han pastoratet Fillingham i Lincolnshire, men erhöll 1368 i stället Ludgarshall i Buckinghamshire. 1374 utnämndes han till kyrkoherde i pastoratet Lutterworth i grevskapet Leicester. Hans verksamhet på dessa platser drog honom dock inte bort från universitetet, utan han fortsatte att vistas mycket där. Under något av åren 1366–72 förvärvade han sig teologie doktorsgrad. Denna värdighet var förbunden med rätten att föreläsa i teologi, vilket han gjorde så ofta som hans plikter i egenskap av församlingslärare tillät.
Edvard III gav år 1374 Wycliffe en plats i en kommission som sändes till Brygge för att träffa överenskommelse med påvliga sändebud i tvisten om "provisionerna". Efter mötet blev han verksam som patriotisk kyrkopolitiker. Hans anseende ökade genom den gunst han åtnjöt hos Johan av Gent, en medlem av kungahuset som under Edvard Ill:s sista år de facto stod i spetsen för landets regering.

### Kritik mot påvedömet
Wycliffe argumenterade för att sekularisera kyrkans gods med hänvisning till att den egendom som kungen och adeln en gång tillerkänt kyrkan missbrukades. Över huvud taget såg han i kyrkans världsliga besittningar roten till det onda som bildat utgångspunkten för det allmänna fördärvet. Men hans ivriga bibelstudier förde honom ännu längre, och han övergick till allt kraftigare angrepp på kyrkans läror och inrättningar. Läran om sakramenten, öronbikten, den sista smörjeisen, konfirmationen, de av kyrkan införda äktenskapshindren, de de andligas celibat, påvens "nyckelmakt", prästens character indelebilis, helgon- och relikdyrkan, vallfärder, slutligen även transsubstantiationen: Allt detta blev av Wycliffe underkastat skarp kritik och i huvudsak förkastat.
I sin kritik utgick han dels från Bibeln – som han förklarade för det enda rättesnöret i trossaker samt översatte till landets språk – och dels från sin fördjupade uppfattning av kyrkans väsen. För honom var kyrkan de troendes och utvaldas samfund; den som är utvald tillhör henne, präst som lekman. Kyrkans huvud är Kristus, inte påven. Wycliffe gav spridning åt dessa läror i talrika avhandlingar, i folkskrifter och inte minst genom predikningar. Hans lärjungar, "fattigprästerna" eller lollarderna, drog genom landet för att i sin mästares anda förkunna det sanna evangeliet och varna för de romerska påfunden.
Wycliffes ställning var länge så stark att kyrkan och prästerskapet inte kunde rubba den. Först ett misslyckat uppror bland det lägre folket år 1381, förorsakat i huvudsak av sociala förhållanden, gav Wycliffes motståndare en förevändning att inskrida mot honom och hans gynnare Johan av Gent, som tvingades lämna Oxford.

### Wycliffe döms för kätteri
Wycliffe var en inspirationskälla till 1300-talets bondeuppror och i nedanstående citat ges uttryck för de åsikter som senare kom att leda till att han dömdes för kätteri:
"Guds herravälde är av den arten att alla, oavsett rang, betygar honom sin vördnad. Gud regerar inte via vasaller, utan direkt. Alla lekmän är präster. Det finns ingen andlig feodalism.
Den rang en människa har inför Gud måste vara likvärdig med den rang hon har i världens ögon. Om hon genom syndigt leverne förverkat sin rang inför Gud har hon också gjort det inför människorna. Synd är ett "ingenting" och den människa som syndar blir ett ingenting. Om hon är ett ingenting kan hon heller inte äga någonting. Och tvärtom: den människa som inte syndar, hon äger allt. Ty hur skulle Gud, som är allsmäktig, kunna införa några begränsningar i sitt givande. Den rättfärdige är herre över allt.
Eftersom det finns inte bara en rättfärdig på jorden utan flera, måste dessa gemensamt äga allt. Varje människa borde vara i ett tillstånd av nåd. Om hon är i ett tillstånd av nåd är hon herre över hela världen och allt vad däri ingår. Därför bör varje människa vara herre över hela världen. Men eftersom det finns många människor kan ett sådant förhållande inte existera om inte allting ägs av alla i förening. Därför bör allt vara gemensamt."
Wycliffes teser förklarades som kätterska vid kyrkomötet i Oxford 1382. Trots det fick hans läror många anhängare, i England främst lollarderna och på kontinenten genom att de förmedlades av Jan Hus. 
Wycliffes rörelse slutade inte vid hans död. I slutet av 1300-talet var bönderna på landsbygden, borgarna i städerna samt lågadeln wycliffeskt sinnade. Till och med vid Rikard II:s hov hade riktningen anhängare, och endast den höga andliga och världsliga aristokratin gjorde motstånd mot den. Men sedan kung Rikard år 1399 avsatts från tronen av sin kusin Henrik IV, vände sig bladet. Henrik, för vilken högadelns bistånd var av största betydelse, uppoffrade de wycliffeska lärorna för denna. Genom stadgandet "om kättares brännande" infördes kättarrätten i den engelska lagstiftningen, och snart började bålen att flamma. Även den andliga censuren vann insteg, översättningar till landets språk av bibeltexter förbjöds och universitetet i Oxford underkastades regelbundna kyrkliga visitationer.
På konciliet i Konstanz 1415 dömdes Wycliffe och Hus för kätteri. Senare samma år grävdes Wyclifs kvarlevor upp i England och brändes (se postum avrättning), vilket var praxis i dåtiden för mycket grova förbrytare vilkas brott uppdagats först efter att de redan begravts i vigd jord.
- Wikiquote har citat av eller om John Wycliffe.